# 国道109号線
国道109号線（こくどう109ごうせん、ヒンディー語: राष्ट्रीय राजमार्ग १०९, 英語: National Highway 109; NH 109）は、インドの国道。ウッタラーカンド州のルドラプラヤーグ県を南北に結ぶ。全長は76キロメートル。
国道109号線はウッタラーカンド州ルドラプラヤーグ県南部のルドラプラヤッグを起点とし、同県北部のケダーナスにあるケダーナス寺院までを結ぶ。途中の経由地はガップトカシーのみである。